# Куэнка-дель-Медио-Харама

Куэнка-дель-Медио-Харама (исп. Cuenca del Medio Jarama)  — район (комарка) в Испании, входит в провинцию Мадрид в составе автономного сообщества Мадрид.

## Муниципалитеты
1. Ахальвир
2. Альхете
3. Камарма-де-Эстеруэлас
4. Кобения
5. Дагансо-де-Арриба
6. Эль-Молар
7. Фресно-де-Тороте
8. Фуэнте-эль-Сас-де-Харама
9. Меко
10. Паракуэльос-де-Харама
11. Педресуэла
12. Рибатехада
13. Сан-Агустин-дель-Гвадаликс
14. Таламанка-де-Харама
15. Вальдеаверо
16. Вальдеольмос-Алальпардо
17. Вальдепьелагос
18. Вальдеторрес-де-Харама